# Incidencija (teorija grafova)
Incidencija, pojam iz teorije grafova.
Kod jednostavnih grafova svaki brid može se identificirati s parom različitih vrhova. Dva su vrha povezana bridom i naziva ih se incidentnima tom bridu, odnosno brid je incidentan tim dvama vrhovima. Stupanj vrha v u grafu G predstavlja broj bridova koji su incidentni s v, pri čemu se petlje broje dva puta.
Da bi niz vrhova bio šetnja, jedan od uvjeta je da je svaki vrh incidentan prethodećem mu bridu i bridu koji mu slijedi u alternirajućem nizu vrhova i bridova.
Izomorfnost grafova čuva incidenciju i susjednost.